# Schempp-Hirth Duo Discus
Der Duo Discus ist ein zweisitziges Hochleistungssegelflugzeug der Firma Schempp-Hirth Flugzeugbau GmbH. Er hat eine Utility-Zulassung und ist inzwischen in der XL-Ausführung auch für den einfachen Kunstflug zugelassen. Ende März 2010 gab Schempp-Hirth die Auslieferung des 600. Exemplars der Baureihe bekannt, 2023 wurde die Werknummer 750 ausgeliefert. Der Rumpf wurde leicht modifiziert für den Arcus übernommen.
Als Ersatz für die Let TG-10D beschaffte die United States Air Force Academy 2006 unter der Bezeichnung TG-15A zwei Duo Discus X, um sie bei Segelflugwettbewerben einzusetzen.

## Konstruktion/Versionen
Der Duo Discus hat eine Spannweite von 20 Metern, eine Flügelfläche von 16,4 m², ein einziehbares Fahrwerk und kann 200 Liter Wasser als Ballast mitführen. Die Leermasse beträgt 410 Kilogramm (reine Segelflugversion) bzw. 465 kg (mit Hilfstriebwerk), die Höchstmasse beläuft sich bei beiden Versionen auf 750 kg bei einem Segelflug-Index von 113.
Auf der Aero 2005 in Friedrichshafen wurde der Duo Discus X erstmals der Öffentlichkeit vorgestellt. Neben der verbesserten Fahrwerksfederung und allgemeinen aerodynamischen Verfeinerungen ist der „X“ mit Hinterkantenklappen versehen worden, die an das normale Klappensystem gekoppelt sind und Landungen mit deutlich steilerem Anflugwinkel und verminderter Aufsetzgeschwindigkeit ermöglichen. Des Weiteren wird der Duo Discus nun mit Winglets von Mark Maughmer gebaut.
Seit 2007 wird der Duo Discus XL mit einem im Cockpitbereich um 10 cm verlängerten Rumpf ausgeliefert. Die zusätzliche Länge kommt dem vorderen Sitz zugute. Auch der hintere Sitz konnte durch eine stärkere Kröpfung des vorderen Querkraftrohres deutlich vergrößert werden. Beide Sitze sind nun durch eine Trennwand geteilt, so dass der Pilot nicht mehr mit den Pedalen des Hintermannes in Berührung kommen kann. Ebenfalls optimiert wurden die Bremsklappen, die großflächiger und weiter vorn angeordnet sind.
Als Duo Discus XLT wird das Flugzeug als Turbo-Version mit einem Klapptriebwerk ausgeliefert.

## Technische Daten
|                        | Duo Discus        | Duo Discus T      | Duo Discus (x)    | Duo Discus (x)T   | Duo Discus (xL)   | Duo Discus (xL)T  |
| ---------------------- | ----------------- | ----------------- | ----------------- | ----------------- | ----------------- | ----------------- |
| Spannweite             | 20 m              | 20 m              | 20 m              | 20 m              | 20 m              | 20 m              |
| Flügelfläche           | 16,4 m²           | 16,4 m²           | 16,4 m²           | 16,4 m²           | 16,4 m²           | 16,4 m²           |
| Flügelstreckung        | 24,4              | 24,4              | 24,4              | 24,4              | 24,4              | 24,4              |
| Rumpflänge             | 8,62 m            | 8,62 m            | 8,62 m            | 8,62 m            | 8,73 m            | 8,73 m            |
| Leermasse              | 420 kg            | 445 kg            | 410 kg            | 445 kg            | 410 kg            | 465 kg            |
| Höchstmasse            | 700 kg            | 700 kg            | 750 kg            | 750 kg            | 750 kg            | 750 kg            |
| Flächenbelastung       | 29,9–42,7 kg/m²   | 31,7–42,7 kg/m²   | 29,3–45,7 kg/m²   | 31,4–45,7 kg/m²   | 29,3–45,7 kg/m²   | 32,6–45,7 kg/m²   |
| max. Wasserballast     | 2 × 99 kg + 11 kg | 2 × 99 kg + 11 kg | 2 × 99 kg + 11 kg | 2 × 99 kg + 11 kg | 2 × 99 kg + 11 kg | 2 × 99 kg + 11 kg |
| vne                    | 250 km/h          | 250 km/h          | 275 km/h          | 275 km/h          | 263 km/h          | 263 km/h          |
| Manövergeschwindigkeit | 180 km/h          | 180 km/h          | 180 km/h          | 180 km/h          | 180 km/h          | 180 km/h          |
| Geringstes Sinken      | 0,66 m/s          | 0,66 m/s          | 0,56 m/s          | 0,56 m/s          | 0,58 m/s          | 0,58 m/s          |
| Gleitzahl              | 43                | 43                | 46–47             | 45                | 46–47             | 46–47             |
| Flügelprofil           | DFVLR HX 83       | DFVLR HX 83       | HQ-31-A/XX        | HQ-31-A/XX        | HQ-31-A/XX        | HQ-31-A/XX        |

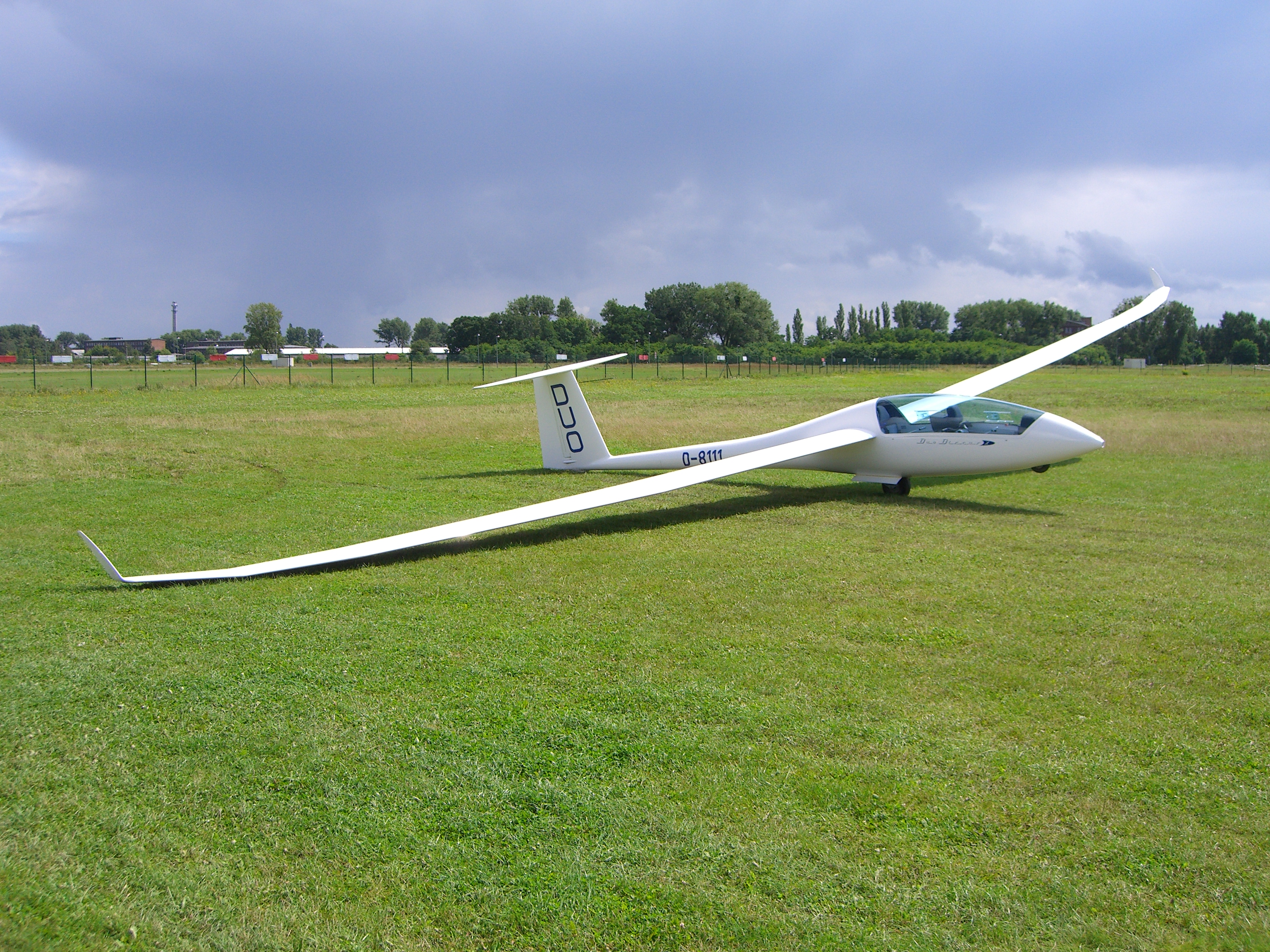
Duo Discus X, Werksflugzeug D-8111
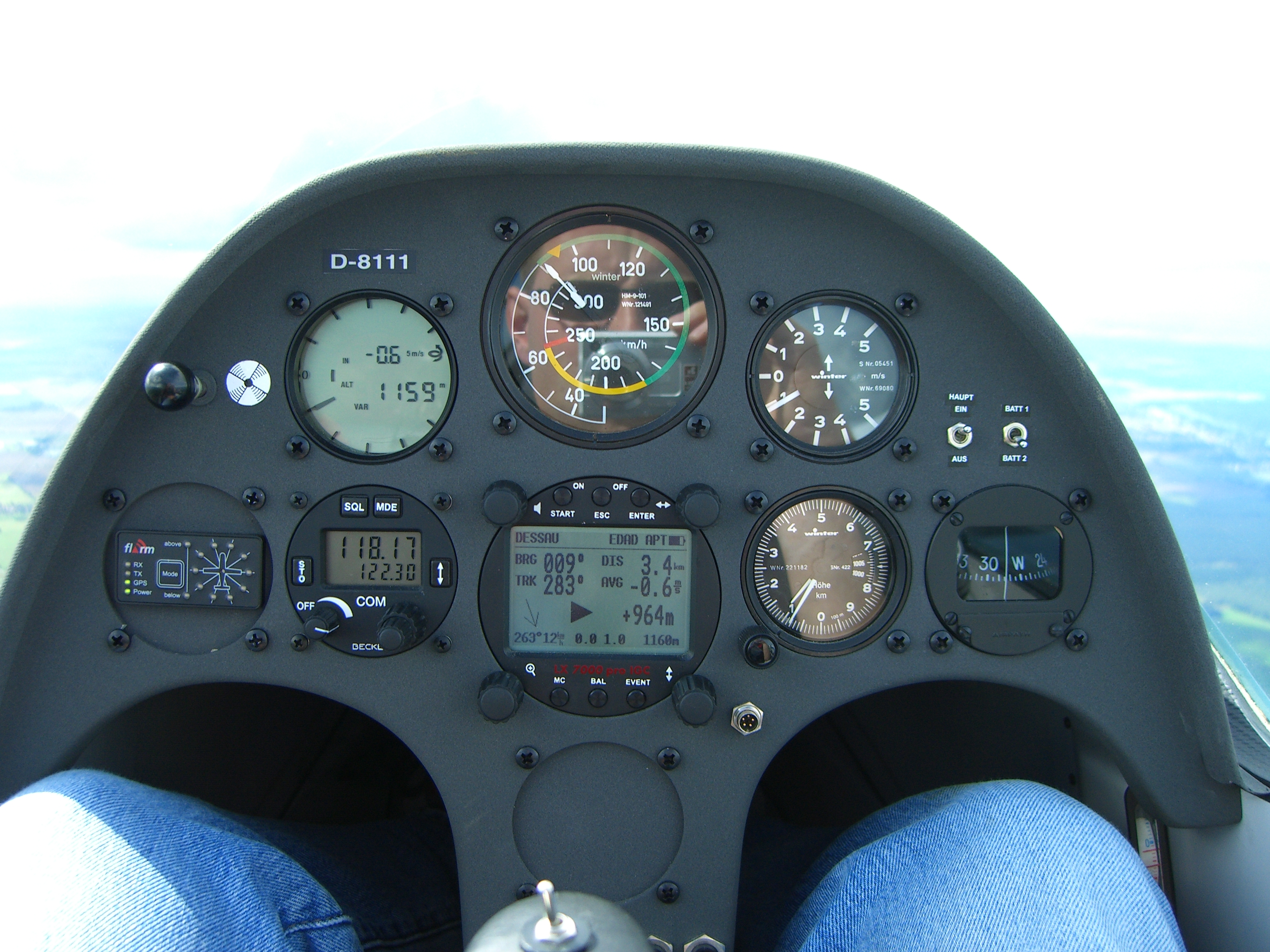
Duo Discus X, vorderes Cockpit
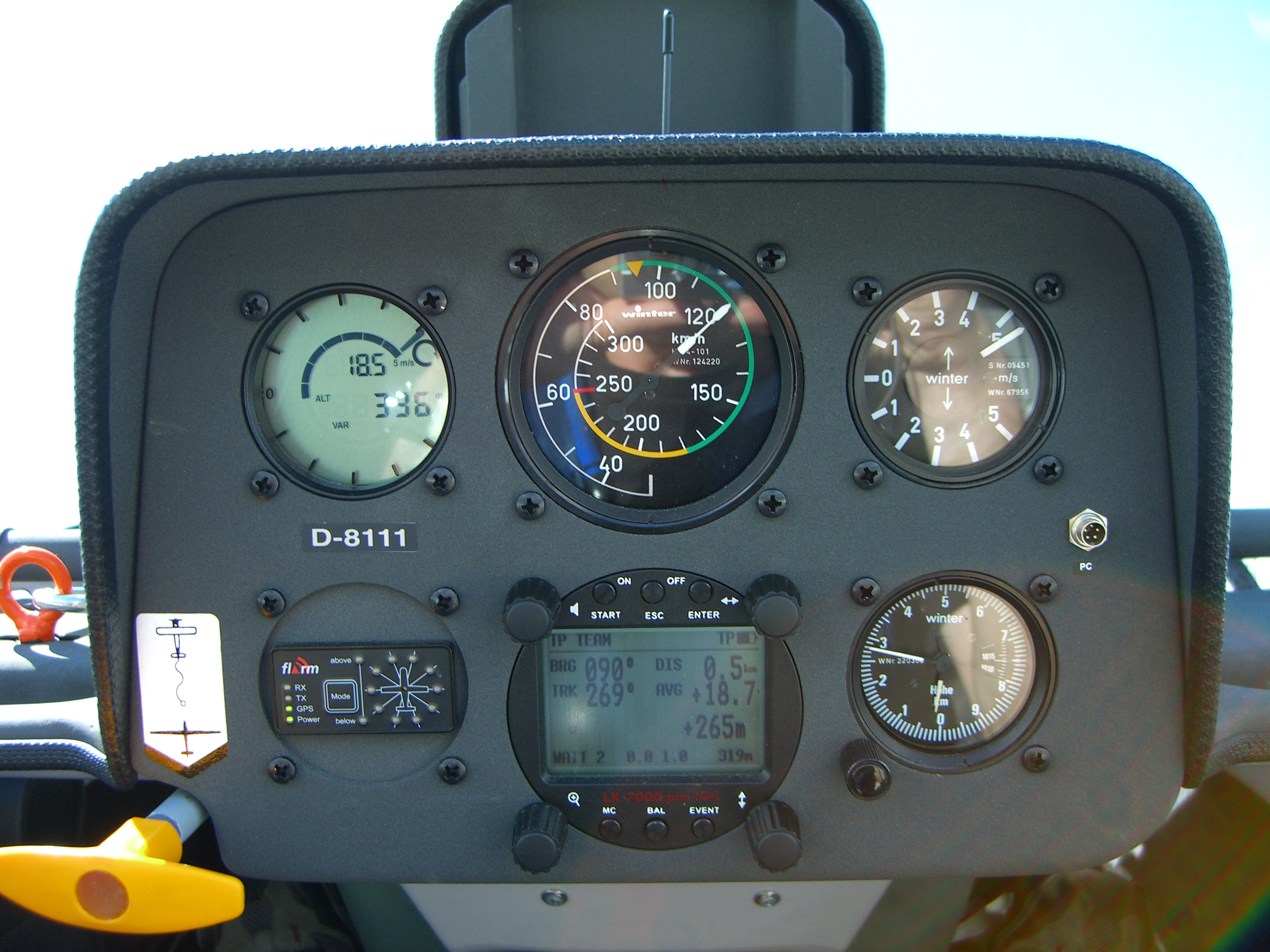
Duo Discus X, hinteres Cockpit